# Ferdinand Uličný
Ferdinand Uličný (Plostin, 1933. augusztus 18.) szlovák történész, középkorász, levéltáros, egyetemi oktató.

## Élete
A plostini népiskolában, majd a liptószentmiklósi gimnáziumban tanult. Egy évfolyam levéltár-történelem szak elvégzése mellett a Károly Egyetemen, a pozsonyi Comenius Egyetemen végzett 1957-ben. A pozsonyi állami levéltárban helyezkedett el, majd 1958-1961 között az Eperjesi Levéltár vezetője lett. Az eperjesi egyetem külsős előadója, 1961-1971 között pedig belső munkatársa volt. A normalizáció időszakában a pártból kizárták és az egyetemről elbocsájtották. 1972-től ismét az eperjesi levéltár munkatársa. A bársonyos forradalom után 1990-től ismét akadémiai közegben dolgozott a Kassai Egyetemen.
Elsősorban Kelet-Szlovákia középkori történetével foglalkozik. Az Eperjesi Egyetemen és a Kassai Egyetemen oktatott.

## Elismerései
- 2023 Szlovák Történeti Társaság plakettje

## Művei
- 1984 K vývinu správy šarišských a zemplínskych miest a mestečiek v 14.–16. storočí. In: Richard Marsina (zost.): Vývoj správy miest na Slovensku. Martin
- 1986 Vývoj osídlenia doliny hornej Ondavy do začiatku 17. storočia. Historica Carpatica 17
- 1990 Dejiny osídlenia Šariša. Košice ISBN 80-85174-03-0.
- 1995 Dejiny osídlenia Užskej župy. Prešov ISBN 80-88722-11-X.
- 2001 Dejiny osídlenia Zemplínskej župy. Michalovce, Zemplínska spoločnosť ISBN 80-968579-1-6.
- 2004 Vpády Mongolov na Slovensko v roku 1241.Vojenská história 8/3
- 2007 Ploštín. Liptovský Mikuláš, Tranoscius ISBN 978-80-7140-273-2
- 2013 Dejiny Slovenska v 11. až 13. storočí. Bratislava, Veda ISBN 978-80-224-1292-6.
- 2014 Dejiny Liptova od 9. do 19. storočia. Liptovský Hrádok, Komunitná nadácia Liptov ISBN 978-80-971658-0-2.
- 2015 Zemepisná identifikácia riek na Slovensku v stredoveku a odvodený názov sídel. Mesto a dejiny 4/2, 6-23